# 哲學史
哲學史是哲學思想和觀念的研究歷史。具體涉及到哲學史的問題可能包括（但不限於）：哲學在歷史上如何變化？推動思想發展的歷史背景？可以從以前的歷史哲學文本理解到什麼？
所有的文化（無論是史前，中世紀，或現代，東方的，西方的，宗教的或世俗的） 都擁有自己獨特的理念，並通過繼承或獨立發現來建立理論。這種理論包含不同的思想，例如（但不限於）理性主義（通過邏輯建立理論），經驗主義（通過觀察建立理論），甚至可以通過信仰跳躍，希望和繼承（如超自然哲學和宗教）。

## 連結
- Map with western philosophers' places and dates of birth（页面存档备份，存于）